# Effetto Forer
L'effetto Forer (chiamato anche effetto di convalida soggettiva, o effetto Barnum, dal nome di Phineas Taylor Barnum) è un fenomeno per il quale ogni individuo, posto di fronte a un qualsiasi profilo che crede a lui riferito, tende a immedesimarsi in esso ritenendolo preciso e accurato, senza accorgersi che quel profilo è abbastanza vago e generico da adattarsi a un numero molto ampio di persone. L'effetto Forer fornisce una parziale spiegazione della grande diffusione di alcune pseudoscienze come l'astrologia e la divinazione, così come alcuni test di personalità.
L'effetto Forer è fortemente influenzato dal bias di conferma.

## La dimostrazione di Forer
Nel 1948, lo psicologo Bertram R. Forer consegnò un test di personalità ai suoi allievi, al termine del quale fornì a ciascuno di loro un'analisi della personalità quale risultato del test effettuato. 
In seguito, invitò ognuno degli studenti a dare un giudizio, su una scala numerica da 0 (molto scarso) a 5 (eccellente), al profilo fornito, in base a una valutazione dell'adeguatezza del giudizio. La media fu di 4,26. Solo al termine Forer rivelò agli studenti che era stato consegnato a tutti uno stesso profilo psicologico, del tutto indipendente dai risultati del test. Il giudizio così recitava:
Le frasi utilizzate da Forer nella compilazione del profilo "universale" furono formulate proprio a partire da una rivista di astrologia.

## Variabili che influenzano l'effetto Forer
Recenti studi hanno dimostrato che viene dato un voto di accuratezza più alto se:
- Il soggetto crede che l'analisi sia personalizzata
- Il soggetto è sensibile all'autorità dell'esaminatore
- L'analisi elenca tratti generici e comuni
- L'analisi elenca principalmente tratti positivi